# هم‌رزمان (مجموعه)
هم‌رزمان (انگلیسی: Brothers in Arms) یک بازی ویدئویی در سبک تیراندازی اول شخص است؛ که در پلت‌فرم‌های سازگار با آی‌بی‌ام، ایکس‌باکس، ایکس‌باکس ۳۶۰، پلی‌استیشن ۲، پلی‌استیشن ۳، نینتندو دی‌اس و تلفن همراه منتشر شده‌است.